# William Bailey (ciclista)
William James Bailey (Londres, 6 de abril de 1888-Chiswick, 21 de febrero de 1971) fue un deportista británico que compitió en ciclismo en la modalidad de pista. Ganó cinco medallas en el Campeonato Mundial de Ciclismo en Pista entre los años 1909 y 1920.

## Medallero internacional
| Campeonato Mundial | Campeonato Mundial     | Campeonato Mundial | Campeonato Mundial       |
| Año                | Lugar                  | Medalla            | Competición              |
| ------------------ | ---------------------- | ------------------ | ------------------------ |
| 1909               | Copenhague (Dinamarca) | Medalla de oro     | Velocidad individual (A) |
| 1910               | Bruselas (Bélgica)     | Medalla de oro     | Velocidad individual (A) |
| 1911               | Roma (Italia)          | Medalla de oro     | Velocidad individual (A) |
| 1913               | Berlín (Alemania)      | Medalla de oro     | Velocidad individual (A) |
| 1920               | Amberes (Bélgica)      | Medalla de bronce  | Velocidad individual (P) |

## Palmarés
- 1909
  - Campeón del mundo de Velocidad amateur 
  - Campeón nacional en velocidad
- 1910
  - Campeón del mundo de Velocidad amateur 
  - 1.º en el Gran Premio de París amateur
- 1911
  - Campeón del mundo de Velocidad amateur 
  - 1.º en el Gran Premio de París amateur
- 1912
  - Campeón nacional en velocidad 
  - 1.º en el Gran Premio de París amateur
- 1913
  - Campeón del mundo de Velocidad amateur 
  - Campeón nacional en velocidad 
  - 1.º en el Gran Premio de París amateur
- 1920
  - 1.º en el Gran Premio de la UVF